# 罗祥
罗祥（1428年—1489年），湖广辰州卢溪人，成化时期的御用监太监。

## 生平
宣德三年（1428年），出生。
宣德八年（1433年），选入宫廷。
成化时期，晋升御用监太监。
弘治时期，提督本监外三厂事务。
弘治二年（1489年），去世，享年62岁，葬于宛平县京西乡。
| 前任： 陈准 (明朝宦官) | 东厂提督太监 1485年—1487年 | 繼任： 杨鹏 (明朝宦官) |